# Jordan Schakel
Jordan Schakel (Torrance, 13 giugno 1998) è un cestista statunitense.

## Statistiche

### NCAA
| Anno      | Squadra     | PG  | PT | MP   | TC%  | 3P%  | TL%  | RP  | AP  | PRP | SP  | PP   |
| --------- | ----------- | --- | -- | ---- | ---- | ---- | ---- | --- | --- | --- | --- | ---- |
| 2017-2018 | SDSU Aztecs | 33  | 0  | 13,8 | 33,0 | 34,6 | 68,4 | 2,1 | 0,6 | 0,4 | 0,1 | 3,2  |
| 2018-2019 | SDSU Aztecs | 28  | 16 | 23,3 | 44,7 | 41,5 | 84,1 | 3,6 | 1,1 | 0,8 | 0,1 | 7,4  |
| 2019-2020 | SDSU Aztecs | 32  | 31 | 26,5 | 45,3 | 43,6 | 92,7 | 3,4 | 0,6 | 0,8 | 0,1 | 10,0 |
| 2020-2021 | SDSU Aztecs | 28  | 28 | 29,1 | 47,3 | 46,1 | 90,8 | 4,4 | 1,0 | 1,0 | 0,1 | 14,4 |
| Carriera  | Carriera    | 121 | 75 | 22,9 | 44,3 | 42,7 | 87,0 | 3,3 | 0,8 | 0,7 | 0,1 | 8,5  |

#### Massimi in carriera
- Massimo di punti: 28 vs Colorado State (4 gennaio 2021)[1]
- Massimo di rimbalzi: 9 (5 volte)
- Massimo di assist: 4 vs Wyoming (28 gennaio 2021)
- Massimo di palle rubate: 4 vs Jackson State (27 novembre 2018)
- Massimo di stoppate: 1 (13 volte)
- Massimo di minuti giocati: 37 (2 volte)

### NBA

#### Regular Season
| Anno      | Squadra       | PG | PT | MP  | TC%  | 3P%  | TL% | RP  | AP  | PRP | SP  | PP  |
| --------- | ------------- | -- | -- | --- | ---- | ---- | --- | --- | --- | --- | --- | --- |
| 2021-2022 | Wash. Wizards | 4  | 0  | 7,5 | 9,1  | 16,7 | 100 | 2,0 | 0,0 | 0,3 | 0,0 | 1,3 |
| 2022-2023 | Wash. Wizards | 2  | 0  | 3,0 | 50,0 | 100  | -   | 0,0 | 0,5 | 0,5 | 0,0 | 1,5 |
| Carriera  | Carriera      | 6  | 0  | 6,0 | 15,4 | 28,6 | 100 | 1,3 | 0,2 | 0,3 | 0,0 | 1,3 |

#### Massimi in carriera
- Massimo di punti: 5 vs New York Knicks (8 aprile 2022)[2]
- Massimo di rimbalzi: 4 vs New York Knicks (8 aprile 2022)
- Massimo di assist: 1 vs Boston Celtics (30 ottobre 2022)
- Massimo di palle rubate: 1 (2 volte)
- Massimo di stoppate: -
- Massimo di minuti giocati: 12 vs New York Knicks (8 aprile 2022)